# Équipe de Papouasie-Nouvelle-Guinée de rugby à XV
L'équipe de Papouasie-Nouvelle-Guinée de rugby à XV rassemble les meilleurs joueurs de Papouasie-Nouvelle-Guinée et est membre de la Federation of Oceania Rugby Unions.

## Historique
L'équipe de Papouasie-Nouvelle-Guinée est classée à la 47e place au classement IRB du 19 décembre 2011.

## Palmarès
- Coupe du monde
  - 1987 : pas invité
  - 1991 : pas qualifié
  - 1995 : pas qualifié
  - 1999 : pas qualifié
  - 2003 : pas qualifié
  - 2007 : pas qualifié
  - 2011 : pas qualifié (défaite en barrage contre les Samoa)
  - 2015 : pas qualifié
  - 2019 : pas qualifié

## Coupe d'Océanie
Cinq fois vainqueur de la Coupe d'Océanie de rugby à XV en 2007, 2009, 2011, 2015 et 2019.